# 洪孔達

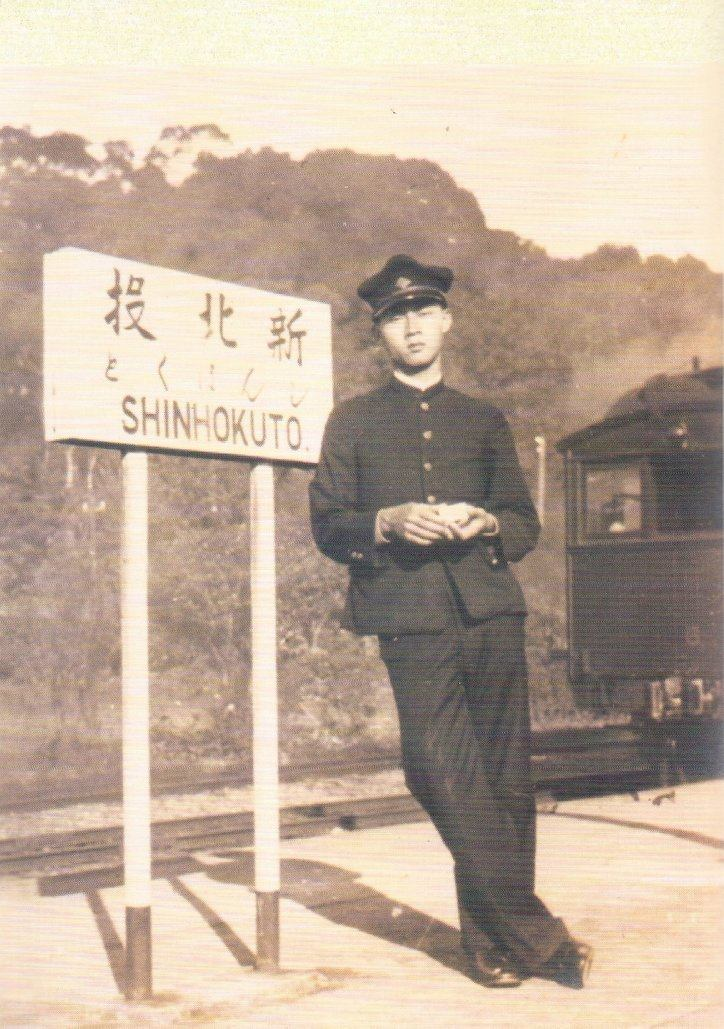
洪孔達在台鐵新北投車站月台，攝於1934年。

洪孔達（1912年—2012年），是一位出生於臺南的婦科醫師與攝影師。他長年生活於臺中，在當地接生一萬三千多名嬰兒，執業之餘又潛心研究彩色照片沖洗技術，並率先投入生態攝影。

## 生平
洪孔達在1912年出生於臺南；他的父親當時往來於臺南和廈門經營貿易，並在臺南經營小型糖廍。後來，由於父親早逝，母親和祖母在家以縫紉代工支持家裡經濟。
在就讀公學校三年級時，因「日台共學」制度開始實施，他轉入小學校。畢業後，他考入臺南州立臺南第一中學校（今國立臺南第二高級中學前身），後以全校第一名成績畢業，並被保送臺灣總督府臺北醫學專門學校。同時，他也開始接觸並投入攝影。
後來，他在臺北醫學專門學校開始研究工作，並順利取得博士學位。1939年，他轉入臺北帝國大學醫學部附屬醫院（今國立臺灣大學醫學院附設醫院前身）婦產科研習。1941年，他帶領家人前往日本再度攻讀博士。同年12月8日，他的二兒子誕生於當地。
1943年5月，他的博士論文正式通過臺北帝國大學審查，獲頒該校第24號博士學位證書。
1944年，他返回臺灣，並接手岳父郭東周在臺中公園旁的「東周產婦人科醫院」。1946年，當地許多醫師認為有必要學習中華民國國語，他因而透過人脈安排舉辦「國語講習班」，並委請駐紮當地的廣東籍軍人麥穗歧擔任講師；但是，因該講師教授之口音帶有粵語腔調，他又透過關係，請來一位北京籍女子擔任講師。
1948年，妻舅郭春嶽學成返臺，他將醫院交與其經營，另於三民路開設建物三層樓高的「洪婦產科」。
不久，因在美國《國家地理雜誌》上首次看見（沖洗出來，而非塗色加工的）彩色照片，他開始研讀《Popular Photography》和《Asahi Camera》等雜誌，並與臺中市林寫真館老闆吳鶴松、林權助及前興台印刷公司老闆陳耿彬等一起研究。為沖洗彩色照片，他花費重金購置當時仍罕見的冷氣機，並將之安裝在手術房。
此外，他也在1952年開始深入泰雅族部落，拍攝他們狩獵與日常的生活照。

## 軼事
- 他表示由於執業時經常接觸年輕女性，因此對女體攝影比較不感興趣，反而熱愛以農村及大自然作為主題；他經常拍攝農人犁田、插秧、播種、灑水、收割、曬穀等畫面，農民也經常邀請其到家裡泡茶、聊天。[1]

## 外部鏈結
- 歷任理事長介紹-公會簡介| 社團法人臺中市醫師公會 （页面存档备份，存于）
- 瀏覽服務 - 臺灣總督府職員錄系統
- 關於本會 - 台中市攝影學會 （页面存档备份，存于）

- 大臺中藝術工作者資源建置計畫 （页面存档备份，存于）